# Erich Uhland
Erich Uhland (* 1926; † Mai 1988) war ein deutscher Schauspieler, Hörspielsprecher und Sänger.

## Wirken
Erich Uhland debütierte vermutlich 1950 an der Komödie im Marquardt in Stuttgart, wo er auch bis 1953 sein erstes Engagement hatte. Weitere Bühnenstationen waren 1958 in Flensburg und 1960 bis 1972 in Hamburg (St. Pauli Theater, Ernst-Deutsch-Theater, Theater im Zimmer). Daneben gastierte er am Kleinen Theater in Bad Godesberg, an der Komödie Düsseldorf, am Theater am Dom in Köln sowie an der Landesbühne Rheinland-Pfalz in Neuwied. Dem deutschen Publikum wurde er zu Beginn der 1960er Jahre bekannt, als er an der Seite von Robert Meyn und Henry Vahl in der Fernsehserie Am Abend ins Odeon auftrat. In der Folge sah man ihn immer wieder in deutschen Fernsehfilmen und -serien. Seine Stimme war in vielen Hörspielen, häufig Produktionen des Norddeutschen Rundfunks, zu vernehmen: Hier gibt es Aufzeichnungen aus den Jahren 1953 bis 1971. Für das Theater bekleidete er meist Rollen in Komödien, beispielsweise wirkte er für die Komödie Düsseldorf in Einladung ins Schloss oder Die Kunst das Spiel zu spielen von Jean Anouilh (1973) und Bezaubernde Julia von Marc-Gilbert Sauvajon (1980). Im Kleinen Theater Bad Godesberg hatte er 1975 eine Rolle in Spitzenhäubchen und Arsen von Joseph Kesselring und für das Millowitsch-Theater war er in Die spanische Fliege von Franz Arnold und Ernst Bach zu sehen (Fernsehaufzeichnung von 1986). An der Seite von Shmuel Rodensky trat er 1968 in der Musical-Inszenierung Anatevka auf.

## Filmografie (Auswahl)
- 1960–1961: Am Abend ins Odeon (Fernsehserie, 7 Folgen)
- 1962: Stahlnetz: Spur 211
- 1964: Das Kriminalgericht (Fernsehserie, 1 Folge)
- 1964: Stahlnetz: Strandkorb 421
- 1965: Carrie (Fernsehfilm)
- 1965: Das unverschämte Glück, ein Mann zu sein – Indiskretionen eines Adams von heute (Fernsehfilm)
- 1966: S.O.S. – Morro Castle (Fernsehfilm)
- 1966: Stahlnetz: Der fünfte Mann
- 1967: Cliff Dexter (Fernsehserie, 1 Folge)
- 1967: Ein Fall für Titus Bunge (Fernsehserie, 1 Folge)
- 1967: Im Flamingo-Club (Fernsehserie, 1 Folge)
- 1968: Bürgerkrieg in Rußland (Mehrteiler)
- 1971: F.M.D. – Psychogramm eines Spielers (Fernsehfilm)
- 1973: Im Auftrag von Madame (Fernsehserie, 1 Folge)
- 1981: François Villon (Fernsehfilm)
- 1986: Die spanische Fliege (Fernsehfilm)

## Hörspiele (Auswahl)
- 1953: Werner Jörg Lüddecke: Unter der grünen Erde – Regie: Walter Knaus
- 1953: Zeami Motokiyo: Die Laute des Tsunemasa – Regie: Walter Knaus
- 1953: Hermann Rossmann: Fünf Mann im Stacheldraht – Regie: Walter Knaus
- 1953: Zeami Motokiyo: Die Trommel von Damast – Regie: Walter Knaus
- 1960: Dieter Wellershoff: Die Bittgänger – Regie: Gustav Burmester
- 1960: Karl Heinz Zeitler: Die Jagd nach dem Täter; Folge: Besuch am Abend – Regie: S. O. Wagner
- 1960: Fritz Puhl: Abenteuer der Zukunft ... (5. Teil: Reise in die Zeit) – Regie: S. O. Wagner
- 1960: Irmgard Wolffheim: Die Jagd nach dem Täter; Folge: Die Flußlandschaft – Regie: Gustav Burmester
- 1960: Irmgard Wolffheim: Die Jagd nach dem Täter; Folge: Täter unbekannt – Regie: Gustav Burmester
- 1960: Jochen Schöberl: Die Jagd nach dem Täter; Folge: Panik in Pearson – Regie: Gerda von Uslar
- 1960: Maria Lamballe: Die Jagd nach dem Täter; Folge: Das Mädchen aus der Seine – Regie: S. O. Wagner
- 1961: Nelly Sachs: Eli – Regie: Heinz von Cramer
- 1961: Fritz Puhl: Abenteuer der Zukunft ... (7. Teil: Atollopur, die Stadt auf dem Meer) – Regie: S. O. Wagner
- 1961: Hellmut Kleffel: Die Jagd nach dem Täter; Folge: Grüne Splitter im Handschuh – Regie: S. O. Wagner
- 1961: Irmgard Köster: Die Jagd nach dem Täter; Folge: Das Preisausschreiben – Regie: S. O. Wagner
- 1961: Irmgard Köster: Die Jagd nach dem Täter; Folge: Der Salzstreuer – Regie: S. O. Wagner
- 1961: Joachim Jomeyer: Die Jagd nach dem Täter; Folge: Schakale – Regie: S. O. Wagner
- 1962: Heinrich von Kleist: Michael Kohlhaas – Regie: Kraft-Alexander zu Hohenlohe-Oehringen
- 1962: Ilse Aichinger: Knöpfe – Regie: Fritz Schröder-Jahn
- 1962: Jochen Schöberl: Die Jagd nach dem Täter; Folge: Die Nacht in Badmers Hamlet – Regie: S. O. Wagner
- 1962: Maria Lamballe: Die Jagd nach dem Täter; Folge: Der ermordete Marat – Regie: S. O. Wagner
- 1962: Nicolaus Hix: Die Jagd nach dem Täter; Folge: Nur Platz für vier ... – Regie: S. O. Wagner
- 1963: Wolfgang Graetz: Schattenspiele – Regie: Kraft-Alexander zu Hohenlohe-Oehringen
- 1964: Brendan Behan: Ein Gutshaus in Irland – Regie: Hans Bernd Müller
- 1964: Kikuta Kazuo: Die Taube Dankuro – Regie: Gustav Burmester
- 1964: Joachim Jomeyer: Die Jagd nach dem Täter; Folge: Die korsische Bande – Regie: S. O. Wagner
- 1964: Lillian Aye: Die Jagd nach dem Täter; Folge: Manie – Regie: S. O. Wagner
- 1967: Alan Sharp: Der Rekordspieler – Regie: Fritz Schröder-Jahn
- 1967: Lotte Ingrisch: Der Bräutigam – Regie: Fritz Schröder-Jahn
- 1967: Otto Heinrich Kühner: Pastorale 67 – Regie: Fritz Schröder–Jahn
- 1968: Gert Hofmann: Bericht über die Pest in London, erstattet von Bürgern der Stadt, die im Jahre 1665, zwischen Mai und November, daran zugrunde gingen – Regie: Heinz von Cramer
- 1971: Hannelies Taschau: Fremde Tote – Regie: Hans Rosenhauer

## Diskografie (Auswahl)
- 1965: Songs Für Mündige (Briefe aus dem Irrenhaus)
- 1968: Anatevka (Musikalbum, deutsche Originalaufnahme)